# Soumiya Laabani
Soumiya Laabani, née le 3 février 1975 à Safi, est une athlète marocaine. 

## Biographie
Soumiya Laabani est médaillée d'argent du relais 4 × 400 mètres aux championnats d'Afrique 2000 à Alger. Elle participe au marathon féminin aux Jeux olympiques d'été de 2012 à Londres ainsi qu'au marathon féminin aux championnats du monde d'athlétisme 2015 à Pékin mais ne finit pas la course dans les deux compétitions.